# Castelo Manderley
O Castelo Manderley, também denominado como Castelo Vitória e como Castelo Ayesha, localiza-se em Killiney, a doze quilômetros de Dublin, na República da Irlanda.
Foi erguido em 1840 por Robert Warren, que o denominou Castelo Vitória em homenagem à coroação da Rainha Vitória.
O castelo, em estilo neogótico, sofreu um incêndio em 1924. Em 1928, Sir Thomas Power procedeu-lhe trabalhos de restauração, tendo mudado o seu nome para Castelo Ayesha, que em língua árabe significa "flor".
Atualmente o imóvel é propriedade da cantora Enya que o adquiriu por 3.450.000 dólares em 1997 e o rebatizou de Castelo Manderley.